# Valençay
Valençay – miejscowość i gmina we Francji, w Regionie Centralnym, w departamencie Indre.
Według danych na rok 1990 gminę zamieszkiwały 2912 osoby, a gęstość zaludnienia wynosiła 70 osób/km² (wśród 1842 gmin Regionu Centralnego Valençay plasuje się na 119. miejscu pod względem liczby ludności, natomiast pod względem powierzchni na miejscu 148.).